# Opus incertum (murteknik)

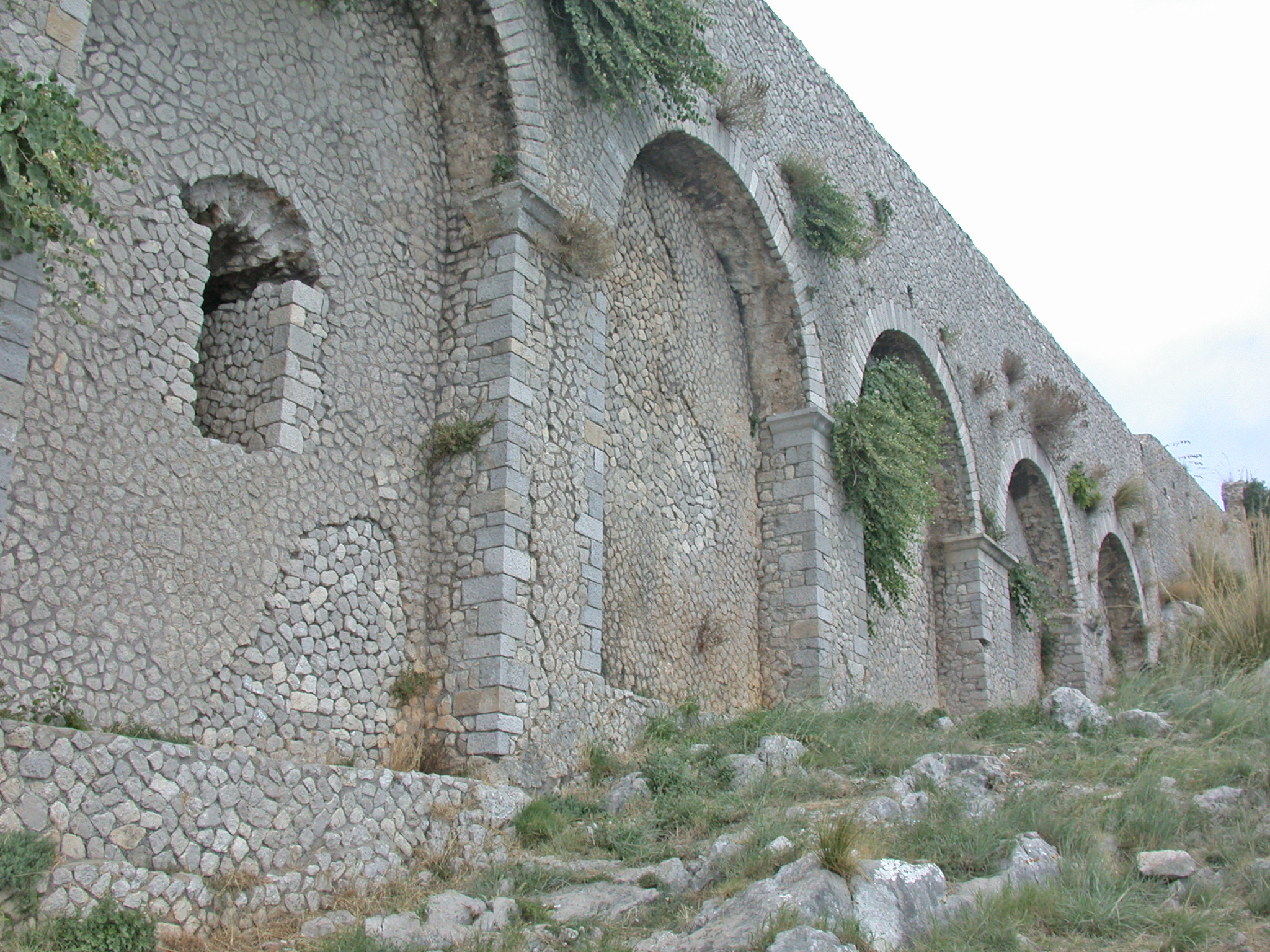
Opus incertum på en tempelmur i Iovis Anxur i Terracina, Italien.

Opus incertum (Ovisst arbete) syfta på en romersk murteknik där muren består av oregelmässigt placerade stenar av olika storlek, ofta tegel och natursten blandat.